# Geavvgusrivier
De Geavvgusrivier, Zweeds Geavvgusjåkka of Geavvgusjohka, is een beek in het noorden van Zweden en komt door de gemeente Kiruna. Het water uit de beek komt van de berg Geavvgusoaivi (786 m). De beek stroomt naar het zuidoosten en komt na circa 5 km in de Kaskasjåkka.
Afwatering: Geavvgusrivier → Kaskasjåkka → Lainiorivier → Torne → Botnische Golf